# Mahaena
Mahaena est une commune associée qui est située sur l'île de Tahiti, en Polynésie française. Il constitue une commune associée de la commune de Hitiaʻa O te Ra dont font également partie Tiarei, Hitia'a et Papenoo.

## Histoire
Le 17 avril 1844 a lieu le combat de Mahaena, dans le cadre de la guerre franco-tahitienne, ou 441 soldats du 1er régiment d'infanterie de marine battent les troupes autochtones, beaucoup plus nombreuses, mais mal équipées. Le général Domparsio Nicolaï, alors capitaine, est cité à l'ordre du jour par le Gouverneur des Établissements français de l'Océanie pour sa conduite durant ce combat.

## Démographie
Voici ci-dessous, l'évolution démographique de la commune de Mahaena.
Évolution démographique
| 442                         | 547 | 586 | 752 | 902 | 929 | 1107 |
| Sources ISPF * : estimation |     |     |     |     |     |      |